# Copa Mercosur 2001
Navigation
Édition précédente
La Copa Mercosur 2001 est la quatrième et dernière édition de la Copa Mercosur, une compétition régionale réunissant des clubs du Brésil, d’Uruguay, d’Argentine, du Chili et du Paraguay.
Vingt équipes sont réparties en cinq poules de quatre équipes qui affrontent leurs adversaires deux fois, à domicile et à l'extérieur. À l'issue de cette première phase, les premiers de chaque poule et les trois meilleurs deuxièmes disputent la phase finale, organisée en matchs aller-retour.
La finale oppose les Argentins de San Lorenzo de Almagro au club brésilien de Flamengo. San Lorenzo s’impose et devient le premier club non-brésilien à atteindre la finale et de surcroît à remporter la compétition.

## Premier tour

### Groupe A
| Rang | Équipe               | Pts | J | G | N | P | Bp | Bc | Diff |  | Résultats (▼ dom., ► ext.) | Cer | UCa | VdG | BJ  |
| ---- | -------------------- | --- | - | - | - | - | -- | -- | ---- |  | -------------------------- | --- | --- | --- | --- |
| 1    | Cerro Porteño        | 10  | 6 | 3 | 1 | 2 | 8  | 6  | +2   |  | Cerro Porteño              |     | 1-1 | 2-1 | 2-0 |
| 2    | Universidad Católica | 9   | 6 | 3 | 0 | 3 | 8  | 9  | -1   |  | Universidad Católica       | 1-2 |     | 2-0 | 2-0 |
| 3    | Vasco da Gama        | 8   | 6 | 2 | 2 | 2 | 11 | 11 | 0    |  | Vasco da Gama              | 1-1 | 1-1 |     | 3-1 |
| 4    | Boca Juniors         | 6   | 6 | 1 | 3 | 2 | 2  | 9  | -7   |  | Boca Juniors               | 2-3 | 0-4 | 1-1 |     |

### Groupe B
| Rang | Équipe                 | Pts | J | G | N | P | Bp | Bc | Diff |  | Résultats (▼ dom., ► ext.) | Fla | SLo | Nac | Oli |
| ---- | ---------------------- | --- | - | - | - | - | -- | -- | ---- |  | -------------------------- | --- | --- | --- | --- |
| 1    | Flamengo               | 15  | 6 | 5 | 0 | 1 | 11 | 6  | +5   |  | Flamengo                   |     | 0-0 | 3-0 | 4-0 |
| 2    | San Lorenzo de Almagro | 10  | 6 | 3 | 1 | 2 | 9  | 4  | +5   |  | San Lorenzo de Almagro     | 0-2 |     | 2-0 | 1-1 |
| 3    | Nacional               | 10  | 6 | 3 | 1 | 2 | 8  | 5  | +3   |  | Nacional                   | 2-0 | 1-2 |     | 3-0 |
| 4    | Club Olimpia           | 0   | 6 | 0 | 0 | 6 | 0  | 13 | -13  |  | Club Olimpia               | 2-3 | 1-3 | 3-3 |     |

### Groupe C
| Rang | Équipe           | Pts | J | G | N | P | Bp | Bc | Diff |  | Résultats (▼ dom., ► ext.) | Cor | Ind | Cru | Col |
| ---- | ---------------- | --- | - | - | - | - | -- | -- | ---- |  | -------------------------- | --- | --- | --- | --- |
| 1    | SC Corinthians   | 10  | 6 | 3 | 1 | 2 | 8  | 6  | +2   |  | SC Corinthians             |     | 2-1 | 3-1 | 0-0 |
| 2    | CA Independiente | 9   | 6 | 3 | 0 | 3 | 8  | 8  | 0    |  | CA Independiente           | 1-0 |     | 4-4 | 4-0 |
| 3    | Cruzeiro         | 8   | 6 | 2 | 2 | 2 | 9  | 8  | +1   |  | Cruzeiro                   | 1-4 | 4-2 |     | 2-1 |
| 4    | Colo-Colo        | 6   | 6 | 1 | 3 | 2 | 3  | 6  | -3   |  | Colo-Colo                  | 0-1 | 3-1 | 2-1 |     |

### Groupe D
| Rang | Équipe          | Pts | J | G | N | P | Bp | Bc | Diff |  | Résultats (▼ dom., ► ext.) | Tal | Vel | SPa | Peñ |
| ---- | --------------- | --- | - | - | - | - | -- | -- | ---- |  | -------------------------- | --- | --- | --- | --- |
| 1    | CA Talleres     | 10  | 6 | 2 | 4 | 0 | 10 | 5  | +5   |  | CA Talleres                |     | 1-1 | 5-2 | 3-0 |
| 2    | Vélez Sarsfield | 8   | 6 | 2 | 2 | 2 | 12 | 11 | +1   |  | Vélez Sarsfield            | 3-3 |     | 1-0 | 1-1 |
| 3    | São Paulo FC    | 7   | 6 | 1 | 4 | 1 | 7  | 6  | +1   |  | São Paulo FC               | 0-1 | 4-3 |     | 3-2 |
| 4    | Peñarol         | 5   | 6 | 1 | 2 | 3 | 3  | 6  | -3   |  | Peñarol                    | 2-2 | 2-3 | 1-1 |     |

### Groupe E
| Rang | Équipe               | Pts | J | G | N | P | Bp | Bc | Diff |  | Résultats (▼ dom., ► ext.) | Grê | RPl | Pal | UCh |
| ---- | -------------------- | --- | - | - | - | - | -- | -- | ---- |  | -------------------------- | --- | --- | --- | --- |
| 1    | Grêmio Porto Alegre  | 14  | 6 | 4 | 2 | 0 | 11 | 4  | +7   |  | Grêmio Porto Alegre        |     | 2-0 | 2-1 | 3-2 |
| 2    | River Plate          | 8   | 6 | 2 | 2 | 2 | 13 | 10 | +3   |  | River Plate                | 2-0 |     | 1-1 | 3-0 |
| 3    | Palmeiras            | 6   | 6 | 1 | 3 | 2 | 11 | 10 | +1   |  | Palmeiras                  | 2-2 | 1-0 |     | 3-2 |
| 4    | Universidad de Chile | 4   | 6 | 1 | 1 | 4 | 3  | 14 | -11  |  | Universidad de Chile       | 3-4 | 0-2 | 1-0 |     |

## Phase finale

### Quarts de finale
| Équipe 1               | Résultat | Équipe 2       | Aller | Retour |
| ---------------------- | -------- | -------------- | ----- | ------ |
| CA Independiente       | 0 - 4    | Flamengo       | 0 - 0 | 0 - 4  |
| Grêmio Porto Alegre    | 2 - 0    | CA Talleres    | 0 - 0 | 2 - 0  |
| Universidad Católica   | 2 - 3    | SC Corinthians | 2 - 1 | 0 - 2  |
| San Lorenzo de Almagro | 6 - 3    | Cerro Porteño  | 4 - 2 | 2 - 1  |

### Demi-finales
| Équipe 1               | Résultat      | Équipe 2            | Aller | Retour |
| ---------------------- | ------------- | ------------------- | ----- | ------ |
| Flamengo               | 2 - 2 4-2 tab | Grêmio Porto Alegre | 2 - 2 | 0 - 0  |
| San Lorenzo de Almagro | 5 - 3         | Corinthians SC      | 1 - 2 | 4 - 1  |

### Finale
| 12 décembre 2001 | Flamengo | 0 - 0 | San Lorenzo de Almagro | Stade Maracanã, Rio de Janeiro |
|                  |          |       |                        | Arbitrage : Epifanio González  |

| 24 janvier 2002                                            | San Lorenzo de Almagro | 1 - 1                                                | Flamengo    | Stade Pedro Bidegain, Buenos Aires |                        |
|                                                            | Estévez 67e            |                                                      | Leandro 10e | Arbitrage : Óscar Ruiz             | Arbitrage : Óscar Ruiz |
| Acosta · Serrizuela · Romagnoli · Pusineri · Saja · Capria | Tirs au but 4-3        | Juan · Petković · Andrezinho · Cassio · Edson · Roma |             | Arbitrage : Óscar Ruiz             | Arbitrage : Óscar Ruiz |